# Säntis
Säntis – szczyt w Schweizer Voralpen, części Alp Zachodnich. Leży w Szwajcarii w kantonach Sankt Gallen, Appenzell Ausserrhoden i Appenzell Innerrhoden. Jest najwyższym szczytem Appenzeller Alpen.

## Historia nazwy
Nazwa Säntis jest używana od IX w. Pochodzi od nazwy Sambatinus, która w języku romansz oznacza „urodzonego w sobotę”. Pierwotnie używano jej jedynie do oznaczania części zboczy, wykorzystywanych jako górskie pastwisko. Dopiero później zaczęto tą nazwą określać sam szczyt. Z czasem utrwaliła się pisownia niemiecka Semptis lub Sämptis. W okresie Republiki Helweckiej (1798-1803) szczyt użyczył swej nazwy efemerycznemu kantonowi Säntis.

## Klimat
Usytuowanie masywu Alpstein i wyjątkowa ekspozycja samego szczytu decydują o tym, że warunki klimatyczne są tu wyjątkowo trudne i porównywalne do tych, które panują na znacznie wyższych szczytach Alp właściwych. Wieją tu niezwykle silne wiatry. Średnia temperatura roczna wynosi –1,9 °C, a średnia roczna suma opadów 2 487 mm. Znaczna część opadów spada w postaci śniegu, tworząc grubą i długo zalegającą pokrywę, której grubość w kwietniu 1999 r. tuż poniżej szczytu wynosiła 816 cm. W 1882 r. powstała tu pierwsza stacja meteorologiczna.

## Turystyka
Pierwszy obiekt turystyczny na szczycie góry uruchomiono już w 1846 r. Była to prosta oberża, czynna tylko w sezonie letnim. Obecnie z przełęczy Schwägalp na szczyt prowadzi kolej linowa. Przełęcz jest dostępna drogą jezdną, którą kursują autobusy pocztowe zapewniające połączenia ze stacjami kolejowymi kolei Appenzellerbahn w Urnäsch oraz SüdOstBahn w Nesslau-Neu-St.-Johann. Na przełęczy w pobliżu dolnej stacji kolei linowej znajduje się obszerny parking. Na szczycie Säntis, w budynku górnej stacji kolei, znajdują się dwie restauracje z panoramicznymi oknami. Z racji wyjątkowej ekspozycji szczytu oferują one bardzo rozległą panoramę, obejmującą szczyty Szwajcarii, Niemiec (w tym Schwarzwald), Austrii, Liechtensteinu, Włoch i Francji. Piechotą szczyt najłatwiej zdobyć ze schronisk Tierwis (2085 m) lub Schafboden (1729 m).

## Kolej linowa
Pierwszą kolej linową na Säntis zbudowano w 1935 r. Posiadała jedną kabinę kursującą wahadłowo, o pojemności 35 osób. Obecna pochodzi z 2000 r. Jest to kolej kabinowa, z 2 kabinami kursującymi wahadłowo, o dwóch linach nośnych średnicy 47 mm dla każdej kabiny. Dolna stacja leży na wysokości 1350,50 m n.p.m., górna – na wysokości 2472,98 m n.p.m. Różnica wysokości wynosi 1122,48 m. Średnie nachylenie trasy – 55,87%, maksymalne 90,44%. Pojemność kabiny: 85 osób. Przepustowość: 690 osób na godzinę. Prędkość jazdy kabiny: 8 m/s. Czas jazdy: ok. 10 min. Kursy w sezonie letnim od 7.30 do 18.00, co 30 min.